# 5 september
5 september är den 248:e dagen på året i den gregorianska kalendern (249:e under skottår). Det återstår 117 dagar av året.

## Namnsdagar

### Svenska almanackan
- Nuvarande – Adela och Heidi
- Föregående i kronologisk ordning[1][2]
  - Före 1680 – Natanael

flyttades 1680 till 15 september. 1901 flyttades det vidare till 22 december, där det har funnits sedan dess.
- 1680–1900 – Eudoxus

namnet infördes till minne av en romersk martyr som blev halshuggen av kejsar Diocletianus.
- 1901–1985 – Adela
- 1986–1992 – Adela, Adele och Adin

Adela flyttades 1993 till 23 juni, men återkom 2001.
- 1993–2000 – Harriet och Harry

båda infördes 1986 på 22 augusti, men flyttades 1993 till dagens datum och 2001 till 10 oktober.
- Från 2001 – Adela och Heidi

Heidi infördes 1986 på 30 september, men flyttades 1993 till 14 juni och 2001 till dagens datum.

### Finlandssvenska almanackan
- Nuvarande från 2025[3] – Ronny, Ron, Ronald, Ragnvald
- I föregående revideringar[a][4]
  - 1929–1994 – Ragnvald
  - 1995–2019 – Ragnvald, Ronald, Ronny
  - 2020–2024 – Ronny, Ronald, Ron, Ragnvald

## Händelser
- 322 f.Kr. – Krateros anländer med en flotta och besegrar atenarna i slaget vid Krannonas. Detta slag markerar Antipatros totala seger i det lamiska kriget.
- 1666 – Stora branden i London slukar över 10 000 byggnader (bland annat förstörs Sankt Paulskatedralen).
- 1958 – Järnvägsolyckan i Grycksbo.
- 1961 – Frankrike erkänner Tunisiens överhöghet över Bizerte.[5]
- 1972 – Massakern vid OS i München! Terrororganisationen Svarta september dödar 11 medlemmar i Israels olympiska trupp under OS i München.
- 1977 – Den västtyska terroristgruppen Röda armé-fraktionen kidnappar den västtyska arbetsgivarföreningens ordförande Hanns-Martin Schleyer, och kräver i utbyte mot dennes frigivande att de medlemmar av terroristgruppen som är fängslade skall släppas.
- 1987
  - Premiär för tv-programmet På spåret med Ingvar Oldsberg.
  - En säkring i Kaknästornet går och hela Sverige blir utan radio och tv i två timmar.[källa behövs]
- 2001 – Kung Carl XVI Gustaf av Sverige blir tårtad på Getterön.
- 2003 – 5–14 september spelas EM i basket i Sverige.
- 2007 – En grupp av gudsförnekare utnämner dagen som officiell dag för internationellt firande av guds bortgång. Allt i enlighet med: ”Gud är död. Därför är vi alla dömda till frihet” – existentialistfilosofen Jean-Paul Sartre.

## Födda
- 1187 – Ludvig VIII, kung av Frankrike
- 1201 – Alix av Bretagne, regerande hertiginna av Bretagne
- 1533 – Jacopo Zabarella, italiensk filosof
- 1568 – Tommaso Campanella, dominikansk teolog, filosof och poet
- 1638 – Ludvig XIV, kung av Frankrike
- 1641 – Robert Spencer, 2:e earl av Sunderland, engelsk politiker
- 1666 – Gottfried Arnold, tysk författare
- 1667 – Giovanni Girolamo Saccheri, italiensk jesuitpräst och matematiker
- 1695 – Carl Gustaf Tessin, svensk greve, ambassadör, politiker och riksråd samt kanslipresident
- 1704 – Maurice Quentin de La Tour, fransk målare
- 1735 – Johann Christian Bach, tysk tonsättare
- 1774 – Caspar David Friedrich, tysk konstnär
- 1804 – William Alexander Graham, amerikansk politiker, senator (North Carolina)
- 1827 – Goffredo Mameli, italiensk poet och patriot
- 1840 – Troels Troels-Lund, dansk historiker och författare
- 1847 – Jesse James, amerikansk bandit
- 1856
  - William B. McKinley, amerikansk republikansk politiker, senator (Illinois)
  - Thomas E. Watson, amerikansk politiker, publicist och författare, senator (Georgia)
- 1876 – Wilhelm von Leeb, tysk generalfältmarskalk
- 1887 − Nils Antoni, svensk läkare på Karolinska Institutet och ledamot för Karolinska Institutets Nobelkommitté
- 1899 – Georg Leibbrandt, tysk nazistisk politiker
- 1902 – Darryl F. Zanuck, amerikansk filmmagnat
- 1905 – Arthur Koestler, brittisk författare och journalist av ungersk börd
- 1906 – Kate Thunman, svensk skådespelare
- 1908 – Henry H. Fowler, amerikansk demokratisk politiker, USA:s finansminister
- 1912
  - Frank Thomas, amerikansk animationsregissör, animatör och manusförfattare
  - John Cage, amerikansk kompositör
- 1917 – Sören Nordin, svensk travtränare och kusk
- 1920 – Sture Djerf, svensk skådespelare, regissör och manusförfattare
- 1926 – Bojan Westin, svensk skådespelare
- 1929 – Bob Newhart, amerikansk ståuppkomiker
- 1936
  - John Danforth, amerikansk advokat och politiker, FN-ambassadör
  - Alcee Hastings, amerikansk demokratisk politiker och jurist, kongressledamot
- 1939
  - George Lazenby, australiensisk skådespelare
  - Clay Regazzoni, schweizisk racerförare
  - William Devane, amerikansk skådespelare
  - Claudette Colvin, pionjär inom den amerikanska medborgarrättsrörelsen
- 1940
  - Giancarlo Bigazzi, italiensk låtskrivare
  - Raquel Welch, amerikansk skådespelare
- 1942 – Björn Haugan, norsk-svensk operasångare
- 1946
  - Anders Forsslund, svensk musikartist
  - Freddie Mercury, brittisk musiker, sångare i Queen
  - Håkan Sund, svensk pianist, dirigent, tonsättare och arrangör
  - Loudon Wainwright III, amerikansk singer-songwriter
- 1951 – Michael Keaton, amerikansk skådespelare
- 1953 – Victor Davis Hanson, amerikansk militärhistoriker
- 1963
  - Kristian Alfonso, amerikansk skådespelare
  - Stefan Hultman, svensk travtränare
- 1964
  - Ric Keller, amerikansk republikansk politiker, kongressledamot
  - Amanda Ooms, svensk skådespelare
  - Frédéric Lenormand, fransk författare
- 1966 – Karin Bjurström, svensk skådespelare och sångare
- 1969 – Dweezil Zappa, amerikansk gitarrist och skådespelare
- 1973 – Rose McGowan, amerikansk skådespelare
- 1977
  - Pia Lohikoski, finländsk politiker
  - Sam Stockley, engelsk fotbollsspelare
- 1979 – John Carew, norsk fotbollsspelare
- 1984
  - Marina Radu, kanadensisk vattenpolospelare
  - Rachel Riddell, kanadensisk vattenpolomålvakt
- 1985 – Sofie Asplund, åländsk operasångare
- 1988 – Denni Avdić, svensk fotbollsspelare
- 1989
  - Elena Delle Donne, amerikansk basketspelare
  - Katerina Graham, amerikansk skådespelare
- 1995 – Lina Hurtig, fotbollsspelare, VM-brons 2019, 2023, OS-silver 2020
- 2002 – Einár, svensk rappare

## Avlidna
- 1548 – Katarina Parr, drottning av England
- 1816 – Axel Gabriel Silfverstolpe, ämbetsman, hovman, politiker, skald. Ledamot av Kungliga Musikaliska Akademien, Kungliga Vetenskapsakademien och Svenska Akademien
- 1857 – Auguste Comte, fransk filosof, grundare av positivismen
- 1871 – Carl Edward Norström, svensk järnvägsbyggare
- 1877 – Crazy Horse, amerikansk indianledare
- 1920 – Robert Harron, amerikansk skådespelare
- 1953 – Walther Darré, tysk nazistisk politiker
- 1967
  - Tor Borong, svensk skådespelare och inspicient
  - Alfred Maurstad, norsk skådespelare och regissör
- 1970 – Jochen Rindt, österrikisk racerförare
- 1982 – Sir Douglas Bader, brittisk stridspilot och välgörenhetsorganisatör
- 1988 – Gert Fröbe, tysk skådespelare, mest känd för titelrollen i James Bond-filmen Goldfinger
- 1992 – Fritz Leiber, amerikansk science fiction-författare
- 1994 – Harry Brandelius, svensk musiker
- 1995 – Ebba Lindqvist, svensk författare
- 1997
  - Moder Teresa, romersk-katolsk nunna, mottagare av Nobels fredspris 1979
  - Georg Solti, ungersk-brittisk dirigent
- 2006 – Gösta Löfgren, fotbollsspelare, OS-brons 1952
- 2007 – Jennifer Dunn, amerikansk republikansk politiker, kongressledamot
- 2010
  - Guillaume Cornelis van Beverloo, ("Corneille") målare
  - Shoya Tomizawa, japansk roadracingförare
- 2011
  - Salvatore Licitra, italiensk operatenor
  - Vann Nath, kambodjansk konstnär och människorättsaktivist
- 2012 – Joe South, amerikansk sångare och låtskrivare
- 2017 – Nicolaas Bloembergen, nederländsk-amerikansk fysiker, mottagare av Nobelpriset i fysik 1981
- 2021 – Sarah Harding, brittisk sångare, medlem i Girls Aloud